# Live at Budokan (album Stormtroopers of Death)
Live at Budokan – koncertowy album amerykańskiej grupy muzycznej S.O.D.

## Lista utworów
1. "Intro" – 0:36
2. "March of the SOD" – 2:02
3. "Sargent D and the SOD" – 2:47
4. "Kill Yourself" – 2:55
5. "Momo" – 0:43
6. "Pi Alpha Nu" – 2:58
7. "Milano Mosh" – 1:42
8. "Speak English or Die" – 3:37
9. "Chromatic Death" – 1:04
10. "Fist Banging Mania" – 2:32
11. "The Camel Boy" – 0:23
12. "No Turning Back" – 0:51
13. "Milk" – 2:07
14. "Vitality" – 1:23
15. "Fuck the Middle East" – 0:54
16. "Douche Crew" – 2:04
17. "Get a Real Job" – 2:44 (M.O.D.)
18. "The Ballad of Jimi Hendrix" – 0:34
19. "Livin' in the City" (Fear) – 2:08
20. "Pussy Whipped" – 3:29
21. "Stigmata" (Jourgensen) – 2:53
22. "Thieves" (Ministry) – 1:45
23. "Freddy Krueger" – 3:04
24. "Territorial Pissings" (Cobain) – 2:46
25. "United Forces" – 3:20